# 阿尔卑斯交响曲
《阿尔卑斯交响曲》（德語：Eine Alpensinfonie），作品64，是作曲家理查德·施特劳斯的最后一首交响诗。这首交响诗是献给当时的德累斯顿国家乐团。雖然作曲家標示這首樂曲為「交響曲」，但在結構上，既不如《家庭交响曲》有明顯樂章分段的構想，卻保留如李斯特交響詩般的連貫性意念和情景，因此被歸納為交響詩。

## 作曲过程
《阿尔卑斯交响曲》创作于1911年到1915年间，时值作曲家搬到南德阿尔卑斯山麓别墅，相比起其他交响诗，用时最长，其间作曲家还创作了芭蕾舞《约瑟夫传奇》。该别墅景致一流，被拥于阿尔卑斯山壮逸的环境中，有可能正由于此，让作曲家立起了写作该交响诗的念头。
第一稿其實早於1911年便完成了，而在1914年施特劳斯则集中精力去進行修改。100天后即1915年2月8日完稿。首演于1915年10月28日在柏林，由作曲家亲自指挥德累斯顿国家乐团。

## 标题
交响诗的主题是，通过音乐描述学生时期一次登阿尔卑斯山以及回程的经历，当时他在山上迷路，回途中又碰上暴风雨浑身湿透。施特劳斯试图通过该交响诗将个人感受和状物结合在一起。《阿尔卑斯交响曲》是一首典型的标题音乐。作曲家曾经说过，“我最喜欢指挥阿尔卑斯交响曲”。而由他所親自指揮的錄音，亦被唱片公司製成光碟發售。
交响诗所描述的登山从夜晚开始，接着是各个发展阶段，最后终于夜晚，共分為22個段落：
| 標題                                                                    | 開始 （以排練編號） | 敘述 |
| ----------------------------------------------------------------------- | ------------------- | --- |
| Nacht （夜晚）                                                          |                     | 以下行的降B小調音階為主導，用多調性描寫黑暗深沉的夜，後以長號與低音號奏出山的主題。 |
| Sonnenaufgang （日出）                                                  | （7）起             | 改以下行A大調音階為太陽的主題，隨後奏出穿插三連音的降D大調第二主題。 |
| Der Anstieg （登山）                                                    | （11）後起          | 由豎琴、大提琴及低音提琴奏出全曲的主要音樂動機，上升的附點動機描寫向上攀升的動作。 第二動機用銅管演奏號角，象徵路段更加崎嶇危險。 末段加入了置於台後的兩個長號、小號，多個法國號象徵狩獵隊。                                                            |
| Eintritt in den Wald （進入森林）                                       | （21）起            | 進入森林後，情緒突然轉變。 樂器音調加深猶如樹林遮掩陽光，在絃樂的琵音中，法國號及長號帶出主題動機。 及後是A小調木管樂和絃樂的對答，以高音木管樂器形容鳥叫聲。 後以弦樂四重奏過渡到下一部分。                                                            |
| Wanderung neben dem Bache （小溪旁步行）                                | （38）前兩小節起    | 是木管及絃樂旋律及快速連音的對應，音樂逐漸雄偉，隨後進入到瀑布部分。 |
| Am Wasserfall （瀑布）                                                  | （40）後起          | 是高音樂器和鐘琴的互相急速快音呼應，營造水花四濺的效果。 |
| Erscheinung （幻象）                                                    | （42）起            | 是前一段的延續，並由雙簧管、英國管及獨奏中提琴奏出旋律。 |
| Auf blumigen Wiesen （在開滿鮮花的草地上）                              | （47）起            | 再次由木管和絃樂作主導。高音柔弱的弦樂代表草地；大提琴拉出登山動機；時有的短音代表草地上的小花。 |
| Auf der Alm （在高山的牧場）                                            | （51）前三小節起    | 法國號奏出具田園風的旋律。木管和絃樂模仿各種鳥類的叫聲、牛鈴、顫音模仿羊叫聲以及英國管的約德爾動機生動地描繪了牧場。 |
| Durch Dickicht und Gestrüpp auf Irrwegen （穿过灌木丛和矮林，进入歧路） | （59）起            | 樂器間互相的旋律及伴奏穿插。 |
| Auf dem Gletscher （在冰川上）                                          | （68）前三小節起    | “登山”的變形動機再一次出現。 |
| Gefahrvolle Augenblicke （危险的一刻）                                  | （72）前起          | “登山”動機在絃樂的顫音、木管的長音及調性改變下變得不安。 |
| Auf dem Gipfel （在山顶）                                               | （76）前起          | 由長號的巔峰動機引子帶入雙簧管結巴、猶豫的獨奏旋律。隨後慢慢的在銅管的引領下，用先前出現過的主題並轉到開朗的C大調，帶出雄偉的氣氛、情感的高潮。 |
| Vision （景观）                                                         | （88）前起          | 隨著調性突然轉到升F大調，管樂以“登山”的另一個變形動機互相重疊，全段維持激昂的音量。並整首首次出現管風琴，增添更多深度。 |
| Nebel steigen auf （起雾）                                              | （97）起            | 情緒再次突然轉變：音色變暗，木管奏出三連音旋律，配上絃樂快速的上行音階，營造出緊張不安的氛圍。 |
| Die Sonne verdüstert sich allmählich （太阳渐暗）                       | （97）起            | 是前一段的延續。 |
| Elegie （悲歌）                                                         | （100）起           | 絃樂帶悲傷的齊奏，後段木管樂的三連音旋律重新出現。 |
| Stille vor dem Sturm （风暴前的寂静）                                   | （103）後起         | 在定音鼓及大鼓的遠處雷聲引領下，單簧管、英國管及長笛接連奏出短而簡單旋律，雙簧管及短笛則隱藏著雨點，並加上風鳴器的使用，還回到降B小調重現“夜晚”的下行音階動機。然後兩點和風嘯聲越來越密集。                                                             |
| Gewitter und Sturm, Abstieg （恶劣天气和风暴，下山）                    | （110）前三小節起   | 在高音樂器的下行半音音階描繪雨滴，“登山”的逆行音形及原形在銅管樂器中交替出現。並再次出現“瀑布”、“在冰川上”、“山顶”等的音樂動機。 雷鳴器與雙定音鼓的出現代表整個风暴的高潮，然後音量逐漸減弱，然後回復至散落的雨點和風嘯及雷暴的殘餘。為全曲最長的段落。 |
| Sonnenuntergang （日落）                                                | （120）起           | 在樂隊的長音下，小號及豎琴奏出宣嘆詠般的降G大調的太陽主題。及後由小提琴和中提琴奏出富有華彩樂段般的旋律描寫太陽光芒逐漸明朗，最後突然消失。 |
| Ausklang （尾聲）                                                       | （134）起           | 管風琴這次奏出溫柔而柔和的太陽主題，然後是管風琴與木管樂器重新帶出“景觀”及“在開滿鮮花的草地上”的旋律與巔峰動機。當太陽主題最後一次出現，調性降E大調回到降B小調的神秘黑暗，音量亦慢慢減弱。                                                              |
| Nacht （夜晚）                                                          | （144）後起         | 降B小調下行音階重現。管樂奏出山的動機，然後在一片寧靜的氣氛中結束。 |

學者推测，作曲家所講的這次登山过程，或者只是他创作该作品的一個意像而已。施特劳斯所描写的登山，从「夜晚」起至「到山頂」然后再次下山，可以象征了一个人的一生。很可能是他受到哲学家尼采的感召，用《阿尔卑斯交响曲》去写尼采筆下的另一本著作《反基督者》。因而有人认为，施特劳斯的这部作品和交响诗《查拉图斯特拉如是说》有相近的联系。因為两曲都是以尼采的著作所启发的。無獨有偶，在「山顶」一段，可以聽到《查拉图斯特拉如是说》中的「日出」主题。
另一种意见是，阿尔卑斯交响曲其实是古典戏剧的音乐表现形式。

## 編制
- 木管樂器：2短笛（兼任第3和4长笛）、2長笛、2双簧管、英国管（兼任第3双簧管）、赫格管（現代樂團可以低音雙簧管代替）、高音单簧管、3单簧管（第1、2為B♭調；第3為C調，亦兼任低音单簧管)、3低音管、倍低音管（兼任第4低音管）
- 銅管樂器：8法國號（第5至8法國號兼任B♭調和F調次中音號）、4小号、4长号、2低音號
- 敲擊樂器（共5名）：2套定音鼓、大鼓、小鼓、三角鐵、鈸、鑼、牛鈴（英语：Cowbell (instrument)）、鐘琴、風鳴器、雷鳴器
- 鍵盤樂器：鋼片琴、管風琴
- 絃樂器：第1小提琴、第2小提琴、中提琴、大提琴、低音大提琴、2豎琴

另外，在“险境”段落，台後亦須安排一組銅管樂隊：
- 12法國號（其中四支由樂隊中的第5-8法國號擔任，須預先走進後台）、2小号、2长号[4]

由於作曲家要求管樂手需吹奏長時值的連音（如維持超過十個小節或以上），為了方便樂手和保持音色的統一性，因此在總譜上標明管樂手應使用萨穆尔气鸣器（原文"Samuel's Aerophone"，实应为Aerophor）。這是一個腳踏式的裝備，原理有如簧風琴，其中一邊套在樂器上，當樂器發聲後，可透過腳踏來維持樂器發聲。
整个演出需要超过一百人参加。而作曲家甚至说，在特定的段落，某些乐器最好倍增，再加上在舞台後的樂手。他認為，150人是比较理想的编制。
《阿尔卑斯交响曲》所需的演奏時間為大约50分钟。

## 欣赏
作品力求通过自身卓越的管弦乐情感色彩，使得听众很容易就能领会到各个段落的含义。作曲家的原意是，听众犹如看到一幅幅音画，通过这些音画听众可以感受到阿尔卑斯山那种种瑰丽的景色和作曲家的心情。作品的确做到了，靠的是细腻的配器和丰富的音色。而那些道具也是必不可少的。
有充足的理由相信，作曲家将作品称为交响曲是很恰当的。就是单凭乐曲那庞大的感情容量就足以成为交响曲。有一些登山时的主题或是动机在下山时会再现。作品出现之时，就已被认为是19世纪下半叶的交响诗这种音乐形式的终结和巅峰之作。

## 唱片
伯姆，卡拉扬，普列文和穆拉文斯基等指挥大师都录制过该作品。一些指挥强调其管弦乐色彩，而另一些则要力求再现作品形而上学的结构形式。

## 外部連結
- 阿爾卑斯交響曲的免费乐谱，由国际乐谱典藏计划提供